# Nils Lindgren
Nils Fredrik Lindgren, född 29 juni 1914 i Viksta församling, Uppsala län, död 2 maj 1990 i Katrineholm, var en svensk arkitekt.
Efter studentexamen i Uppsala 1934 utexaminerades Lindgren från Kungliga Tekniska högskolan 1938, Han anställdes hos John Åkerlund i Stockholm 1938, hos Gösta Planck i Söderhamn 1939, vid stadsarkitektkontoret i Jönköping 1939–42, vid Försvarets fabriksstyrelse 1942, vid Marinförvaltningen 1943–44, var stadsarkitekt i Kumla stad, Pålsboda och Hällabrottets municipalsamhällen, Kumla socken och Kvarntorp 1944–52, i Kristinehamn 1952–57, Själevad och andra landskommuner 1957–71 och därefter i Örnsköldsvik.